# Liste der Bildungseinrichtungen im Landkreis Esslingen

Bildungsorte und Lernwelten in Deutschland

Wappen des Landkreises Esslingen

In der Liste der Bildungseinrichtungen im Landkreis Esslingen sind die Bildungseinrichtungen im Landkreis Esslingen in Baden-Württemberg aufgeführt. Im Landkreis gibt es insgesamt 216 Bildungseinrichtungen. Dazu gehören 56 Grundschulen, 20 Realschulen, 16 allgemeinbildende Gymnasien und 10 berufliche Schulen mit beruflichen Gymnasiensowie zahlreiche Hochschulen und Weiterbildungseinrichtungen, die eine umfassende Bildungslandschaft für alle Altersgruppen und Bildungsbedarfe schaffen.
Die Liste erhebt keinen Anspruch auf Vollständigkeit.

## Hochschulen
- Hochschule Esslingen (⊙)
- Hochschule für Wirtschaft und Umwelt Nürtingen-Geislingen (⊙)

## Öffentliche Schulen

### Öffentliche Grundschulen
Hier sind nur die öffentlichen selbständigen Grundschulen aufgelistet. Weitere Grundschulen siehe im Abschnitt Grund- und Werkrealschulen.
- Aichwald: Grundschule Aichwald (⊙)
- Altbach: Grundschule Altbach (⊙)
- Altdorf: Grundschule Altdorf (⊙)
- Altenriet: Grundschule Altenriet (⊙)
- Baltmannsweiler: Grundschule Baltmannsweiler (⊙)
- Bempflingen: Grundschule Bempflingen (⊙)
- Beuren: Willi-Gras-Grundschule Beuren (⊙)
- Deizisau: Grundschule Deizisau
- Denkendorf: Grundschule Denkendorf
- Erkenbrechtsweiler: Grundschule Erkenbrechtsweiler
- Frickenhausen: Grundschule Linsenhofen und Grundschule Tischardt
- Großbettlingen: Grundschule Großbettlingen
- Hochdorf: Grundschule Hochdorf
- Holzmaden: Grundschule Holzmaden
- Kohlberg: Grundschule Kohlberg
- Lenningen: Grundschule Lenningen
- Neckartailfingen: Grundschule Neckartailfingen
- Neckartenzlingen: Grundschule Neckartenzlingen
- Neidlingen: Grundschule Neidlingen
- Notzingen: Grundschule Notzingen
- Oberboihingen: Grundschule Oberboihingen
- Ohmden: Grundschule Ohmden
- Ostfildern: Grundschule Ostfildern
- Reichenbach an der Fils: Grundschule Reichenbach
- Unterensingen: Grundschule Unterensingen
- Wernau: Grundschule Wernau
- Wolfschlugen: Grundschule Wolfschlugen

### Öffentliche Grund- und Werkrealschulen
Hier sind nur die öffentlichen Grund- und Werkrealschulen (unter einer Schulleitung) aufgelistet. Weitere Grundschulen siehe Abschnitt öffentliche Grundschulen.
- Altbach: Grund- und Werkrealschule Altbach
- Aichwald: Grund- und Werkrealschule Aichwald
- Baltmannsweiler: Grund- und Werkrealschule Baltmannsweiler
- Deizisau: Grund- und Werkrealschule Deizisau
- Denkendorf: Grund- und Werkrealschule Denkendorf
- Esslingen am Neckar: Grund- und Werkrealschule Esslingen
- Kirchheim unter Teck: Grund- und Werkrealschule Kirchheim
- Lenningen: Grund- und Werkrealschule Lenningen
- Neckartenzlingen: Grund- und Werkrealschule Neckartenzlingen
- Nürtingen: Grund- und Werkrealschule Nürtingen
- Ostfildern: Grund- und Werkrealschule Ostfildern
- Plochingen: Grund- und Werkrealschule Plochingen
- Reichenbach an der Fils: Grund- und Werkrealschule Reichenbach
- Wernau: Grund- und Werkrealschule Wernau

### Öffentliche Realschulen
Hier sind nur die öffentlichen selbständigen Realschulen aufgelistet.
- Esslingen am Neckar: Freie Evangelische Schule Esslingen
- Kirchheim unter Teck: Raunerschule Kirchheim
- Leinfelden-Echterdingen: Immanuel-Kant-Realschule
- Nürtingen: Geschwister-Scholl-Realschule
- Ostfildern: Realschule Ostfildern
- Plochingen: Burgschule Plochingen
- Wernau: Realschule Wernau
- Weilheim an der Teck: Realschule Weilheim

### Öffentliche Gymnasien
- Esslingen am Neckar: Georgii-Gymnasium
- Esslingen am Neckar: Mörike-Gymnasium
- Esslingen am Neckar: Theodor-Heuss-Gymnasium
- Kirchheim unter Teck: Ludwig-Uhland-Gymnasium
- Kirchheim unter Teck: Schlossgymnasium
- Nürtingen: Hölderlin-Gymnasium
- Nürtingen: Max-Planck-Gymnasium
- Ostfildern: Heinrich-Heine-Gymnasium
- Plochingen: Gymnasium Plochingen
- Leinfelden-Echterdingen: Immanuel-Kant-Gymnasium
- Leinfelden-Echterdingen: Philipp-Matthäus-Hahn-Gymnasium
- Filderstadt: Eduard-Spranger-Gymnasium
- Weilheim an der Teck: Limburg-Gymnasium

### Öffentliche Berufliche Schulen

#### Öffentliche Gewerbliche Schulen
- Esslingen am Neckar: Friedrich-Ebert-Schule
- Esslingen am Neckar: Käthe-Kollwitz-Schule
- Esslingen am Neckar: Zeppelin-Gewerbeschule
- Kirchheim unter Teck: Jakob-Friedrich-Schöllkopf-Schule
- Nürtingen: Philipp-Matthäus-Hahn-Schule
- Ostfildern: Heinrich-Heine-Schule
- Plochingen: Gewerbliche Schule Plochingen

#### Öffentliche Kaufmännische Schulen
- Esslingen am Neckar: John-F.-Kennedy-Schule
- Kirchheim unter Teck: Jakob-Friedrich-Schöllkopf-Schule
- Nürtingen: Fritz-Ruoff-Schule
- Plochingen: Kaufmännische Schule Plochingen